# Stigand
Vous lisez un « bon article » labellisé en 2015.
Pour les articles homonymes, voir Stigand (homonymie).
Stigand est un ecclésiastique anglais mort le 21 ou le 22 février 1072. Il est archevêque de Cantorbéry de 1052 à 1070.
Issu d'une famille anglo-scandinave, Stigand entre au service du roi Knut le Grand en tant que chapelain de la fondation royale d'Ashingdon en 1020. Il joue ensuite un rôle de conseiller auprès du roi, puis de ses fils et successeurs. Sous le règne d'Édouard le Confesseur, Stigand semble devenir le principal responsable de l'administration du royaume. Il est nommé évêque d'Elmham en 1043, puis évêque de Winchester quatre ans plus tard. En 1052, il est choisi pour succéder à l'archevêque de Cantorbéry Robert de Jumièges, qui s'est enfui d'Angleterre. Comme son prédécesseur n'est pas mort, il ne bénéficie pas d'une légitimité incontestée, et plusieurs évêques anglais élus dans les années qui suivent préfèrent être sacrés par son homologue d'York, voire par le pape.
Ayant conservé le siège de Winchester en plus de celui de Cantorbéry, Stigand accumule au fil des ans une immense fortune personnelle : il est le troisième homme le plus riche d'Angleterre en 1066, après le roi Édouard et le comte Harold Godwinson. Cette année-là, il assiste aux derniers instants du roi, puis au couronnement de son successeur, Harold. Après la mort de ce dernier à la bataille d'Hastings en octobre, il se soumet à Guillaume le Conquérant. Le jour de Noël, il assiste au sacre de Guillaume, mais n'y officie pas : c'est l'archevêque d'York Ealdred qui couronne le nouveau roi.
En dépit de pressions croissantes, Stigand continue à apparaître à la cour et à consacrer des évêques pendant plus de trois ans. Il est déposé en 1070 par des légats pontificaux et emprisonné à Winchester, où il trouve la mort deux ans plus tard. Par la suite, les Normands noircissent volontiers son image pour justifier de la nécessité de réformer le clergé anglais.

## Origines

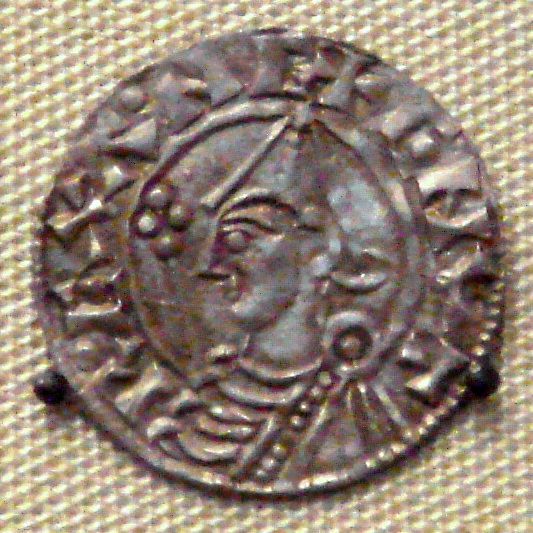
Monnaie de Knut le Grand.

On ignore la date de naissance de Stigand, mais on sait qu'il est originaire d'Est-Anglie, peut-être de Norwich. Il est issu d'une famille anglo-scandinave mixte, comme en témoigne l'onomastique : son nom à lui est d'origine norroise (Stígandr « celui qui marche à grandes enjambées », « au pied vif »), mais celui de son frère Æthelmær est purement anglo-saxon. Cet Æthelmær fait lui aussi carrière dans les ordres, et succède à Stigand comme évêque d'Elmham en 1047. La fratrie comprend également une sœur qui possède des terres à Norwich, mais son nom est inconnu,.
Stigand est mentionné pour la première fois en 1020 comme chapelain du roi d'Angleterre Knut le Grand, chargé de l'église royale d'Ashingdon,, fondée pour le salut des âmes des hommes tombés à la bataille d'Assandun en 1016. Stigand apparaît comme témoin sur quelques chartes du règne de Knut, ce qui implique qu'il bénéficiait d'une position à la cour, mais on ne sait pas grand-chose de sa situation durant cette période. Après la mort de Knut, en 1035, Stigand reste au service de ses deux fils et successeurs, Harold Pied-de-Lièvre, puis Hardeknut. Ce dernier meurt en 1042, et son demi-frère Édouard le Confesseur lui succède. Stigand entre alors au service de la reine-mère Emma de Normandie, veuve de Knut et mère de Hardeknut et d'Édouard. Il devient son conseiller, et peut-être également son chapelain. Il est possible qu'il ait déjà été le conseiller d'Emma du vivant de Knut, et qu'il ait été nommé à Ashingdon grâce au soutien de la reine, mais la vie de Stigand avant 1043 est si mal connue qu'il est difficile de déterminer à qui il devait cette position.

## Évêque

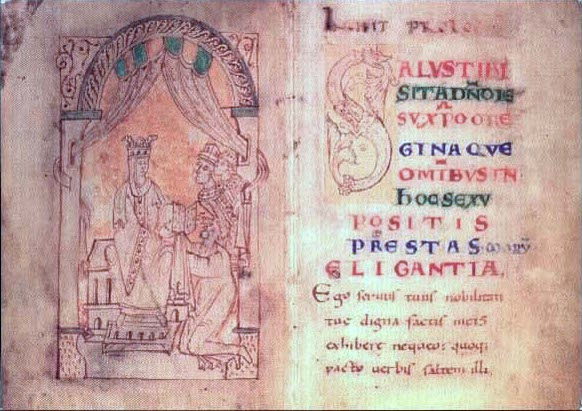
Emma de Normandie dans lEncomium Emmae.

En 1043, peu après le couronnement d'Édouard le Confesseur, Stigand est nommé évêque d'Elmham, probablement sur la recommandation d'Emma. Il est le premier évêque nommé sous le règne d'Édouard. Le diocèse d'Elmham, qui recouvre l'ancien royaume d'Est-Anglie, est à l'époque l'un des sièges les plus pauvres d'Angleterre. Avant la fin de l'année, Édouard dépose Stigand et lui confisque ses biens pour des raisons inconnues, mais vraisemblablement liées à la chute d'Emma de Normandie,. Selon certaines sources, Emma aurait invité le roi Magnus de Norvège, prétendant au trône d'Angleterre, à envahir le royaume en lui promettant des fonds puisés dans sa fortune personnelle. Il est possible que ce soit Stigand qui ait conseillé à Emma d'offrir son soutien à Magnus, d'où sa déposition.
Édouard rétablit Stigand à Elmham en 1044, et l'évêque apparaît de nouveau comme témoin sur les chartes du roi en 1046, signe de son retour en faveur. En 1047, il est transféré au diocèse de Winchester, mais semble être resté en poste à Elmham jusqu'en 1052. Cette promotion est peut-être due au soutien du comte Godwin de Wessex, le beau-père du roi Édouard, mais cette hypothèse ne fait pas l'unanimité chez les historiens. Emma, qui s'est retirée à Winchester après avoir retrouvé les bonnes grâces de son fils, a également pu jouer un rôle dans l'avancement de son ancien protégé. Après son arrivée à Winchester, Stigand témoigne sur toutes les chartes d'Édouard connues pour la période 1047-1052.
Le comportement de Stigand durant le conflit qui oppose le roi au comte Godwin en 1051-1052 est inconnu : pour certains historiens, comme Frank Barlow et Emma Mason, il soutient le comte, ; pour d'autres, comme Ian Walker, il reste neutre. S'il a soutenu Godwin, en tout cas il ne suit pas le comte en exil en septembre 1051. Selon certains auteurs médiévaux, Stigand participe aux négociations entre Édouard et Godwin qui aboutissent à leur réconciliation l'année suivante, et le récit qu'en fait le manuscrit F de la Chronique anglo-saxonne décrit à cette occasion Stigand comme le chapelain et le conseiller du roi.

## Archevêque

### Une nomination contestée
Le conflit entre Édouard et Godwin s'étend également à l'archevêché de Cantorbéry. À la mort de l'archevêque Eadsige, en 1050, le siège de Cantorbéry reste vacant pendant cinq mois avant que les moines du chapitre de la cathédrale n'élisent pour lui succéder un certain Æthelric, apparenté au comte Godwin. Le roi s'oppose à cette élection et nomme archevêque le Normand Robert de Jumièges, évêque de Londres depuis 1044. Ce refus du candidat élu prouve que le roi ne souhaite pas entièrement se soumettre aux projets de réforme ecclésiastique soutenus par le pape Léon IX (1049-1054), qui cherche à lutter contre la simonie. Léon IX avait déclaré en 1049 qu'il s'intéresserait de près aux affaires ecclésiastiques anglaises, et notamment aux antécédents des candidats épiscopaux.
Lorsque Robert de Jumièges revient de Rome, où il est allé recevoir confirmation de sa nomination par le pape, il s'oppose au candidat choisi par Édouard pour le remplacer comme évêque de Londres, Spearhafoc. Par la suite, Robert tente également de recouvrer des biens ecclésiastiques confisqués par Godwin de Wessex, ce qui contribue à la querelle entre le comte et le roi. Lorsque Godwin rentre d'exil, en 1052, Robert est à son tour banni du royaume, et le roi nomme Stigand pour le remplacer. Cette nomination constitue clairement une récompense, venant soit de Godwin (pour le soutien de Stigand durant son conflit avec Édouard), soit d'Édouard (pour le rôle qu'il a joué dans les négociations ayant mis un terme au conflit). C'est la première fois depuis Dunstan, mort en 988, qu'un archevêque n'a pas de carrière monastique préalable,.
La papauté refuse de reconnaître Stigand archevêque, puisque Robert de Jumièges est toujours vivant et que sa déposition n'a pas été le fait du pape. Robert fait appel à Léon IX, qui convoque Stigand à Rome et, n'ayant reçu aucune réponse de sa part, l'aurait excommunié. Si l'on en croit des textes postérieurs à la déposition de Stigand, cette excommunication aurait ensuite été confirmée par les quatre successeurs de Léon IX : Victor II (1055-1057), Étienne IX (1057-1058), Nicolas II (1058-1061) et Alexandre II (1061-1073). Plusieurs historiens remettent en question cette version des faits : en effet, Stigand participe en 1062 à un concile avec des légats d'Alexandre II qui le traitent comme archevêque de plein droit, ce qu'ils n'auraient sans doute pas fait s'il avait été excommunié. L'historien Nicholas Brooks estime plus probable que la réaction pontificale se soit limitée à interdire à Stigand d'exercer son autorité de métropolitain.
Contrairement à plusieurs de ses prédécesseurs, Stigand ne se rend pas à Rome pour y recevoir le pallium, symbole de l'autorité archiépiscopale. On ignore même s'il en a fait la demande au pape après sa nomination : il savait probablement qu'elle ne serait pas acceptée. Selon certains auteurs médiévaux, il utilise le pallium de Robert de Jumièges à la place. En 1058, l'antipape Benoît X, opposé au mouvement réformateur, lui en envoie un. On ignore si ce don est une initiative de l'antipape ou s'il provient d'une demande de Stigand. En tout état de cause, Benoît X est déposé au début de l'année suivante et tous ses actes, dont cet envoi de pallium, sont annulés.
Après son arrivée à Cantorbéry, Stigand laisse le siège d'Elmham à son frère Æthelmær, mais il conserve celui de Winchester. Cantorbéry et Winchester sont alors les deux diocèses les plus prospères d'Angleterre,. Bien qu'il existe des précédents d'évêques détenant à la fois un siège pauvre et un autre plus riche afin de s'assurer un revenu suffisant, c'est la première fois que l'on voit un évêque occuper en même temps deux sièges riches. Stigand détient également l'abbaye de Gloucester et celle d'Ely, et peut-être des abbayes supplémentaires. Il n'est pas établi qu'il conserve Winchester par appât du gain ou parce que son emprise sur Cantorbéry est mal assurée, mais il est certain qu'il se rend coupable de pluralisme en détenant ainsi plusieurs bénéfices, une pratique que le mouvement réformateur de l'Église cherche à éliminer. L'historienne Emma Mason estime qu'Édouard refuse de chasser Stigand malgré cette situation parce que cela entamerait la prérogative royale qui consiste à choisir évêques et archevêques sans en référer à Rome. En 1061, le pape Nicolas II (1059-1061) aggrave encore la situation de Stigand en décrétant le pluralisme non canonique, sauf s'il est approuvé par le pape.

### Affaires ecclésiastiques
L'archevêché d'York profite des difficultés de Stigand pour accroître son influence au détriment de celle de Cantorbéry, notamment en affirmant son autorité sur les sièges de Lichfield et de Dorchester, outre celui de Worcester qui est souvent détenu par l'archevêque d'York lui-même depuis la deuxième moitié du Xe siècle. En outre, plusieurs évêques anglais refusent d'être sacrés par Stigand : c'est le cas de Léofwine de Lichfield et Wulfwig de Dorchester en 1053, puis de Gisa de Wells et Walter de Hereford en 1061, ces derniers se rendant jusqu'à Rome pour y être sacrés par le pape lui-même. Mais l'autorité du nouvel archevêque ne semble pas avoir été contestée en dehors de ces refus. À l'inverse, Stigand sacre les évêques Æthelric de Selsey et Siward de Rochester, ainsi que les abbés de plusieurs monastères, par exemple Æthelsige à Cantorbéry, Baudouin à Bury St Edmunds et Thurstan à Ely. Après la conquête normande, Stigand est accusé d'avoir vendu des charges d'abbé, mais dans la mesure où aucun abbé n'a été forcé d'abdiquer pour simonie, cette accusation reste douteuse.
Stigand effectue d'abondantes donations à diverses institutions ecclésiastiques, en terres comme en objets précieux. Il offre de grands crucifix d'or et d'argent aux abbayes d'Ely, de Cantorbéry et de Bury St Edmunds, ainsi qu'à sa cathédrale de Winchester, et offre également à Ely des calices en or et en argent et une chasuble brodée d'or. Une hagiographie du XIIe siècle mentionne ses nombreux dons (objets précieux et reliques) à l'abbaye d'Echternach, ce qui impliquerait que Stigand est parti en pèlerinage à un moment donné de son existence.

### Le conseiller du roi

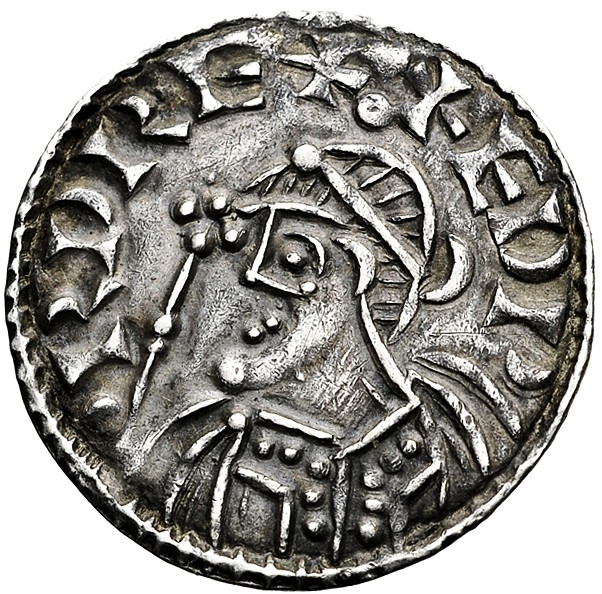
Monnaie d'Édouard le Confesseur.

Stigand est un conseiller influent sous le règne d'Édouard le Confesseur, et il est peut-être également responsable de l'administration royale. Il se sert de sa position pour accroître sa fortune, ainsi que celle de sa famille et de ses amis. Il détient des terres dans dix comtés différents, et il est le plus grand propriétaire terrien dans certains de ces comtés, devant le roi lui-même. À la mort d'Édouard, seuls les domaines du roi et ceux du comte Harold sont plus étendus et riches que ceux de Stigand. D'après le Domesday Book, il tire un bénéfice de 2 500 livres par an de ses terres à cette date. En revanche, il ne semble guère s'être préoccupé de la gestion des biens de Cantorbéry ou de Winchester,.
Les proches de l'archevêque bénéficient également de promotions : c'est le cas de Siward à Rochester et d'Æthelric à Selsey, tous deux nommés par Stigand en 1058. Les deux sièges qu'il détient et ceux qu'il offre à des proches font de Stigand un personnage-clef dans la défense du Sud-Est de l'Angleterre contre une possible invasion.
Il est possible que Stigand soit derrière les tentatives visant à retrouver l'ætheling Édouard, fils du roi Edmond Côte-de-Fer et neveu d'Édouard le Confesseur. Celui-ci, comprenant vers 1052-1053 qu'il n'aura pas d'enfant, commence à se chercher des héritiers possibles. Les sources normandes prétendent qu'Édouard aurait promis le trône d'Angleterre au duc Guillaume de Normandie, mais elles sont quasiment les seules à le faire, ce qui rend douteuse cette version. Le prince Édouard réside alors en Hongrie, et l'évêque de Worcester Ealdred se charge de négocier son retour en Angleterre avec l'empereur Henri III ; Ian Walker estime cependant que l'affaire était entièrement dirigée par Stigand. En fin de compte, Édouard rentre en Angleterre en 1057, mais il meurt peu après en laissant un fils en bas âge, Edgar.

## La chute

### La conquête normande

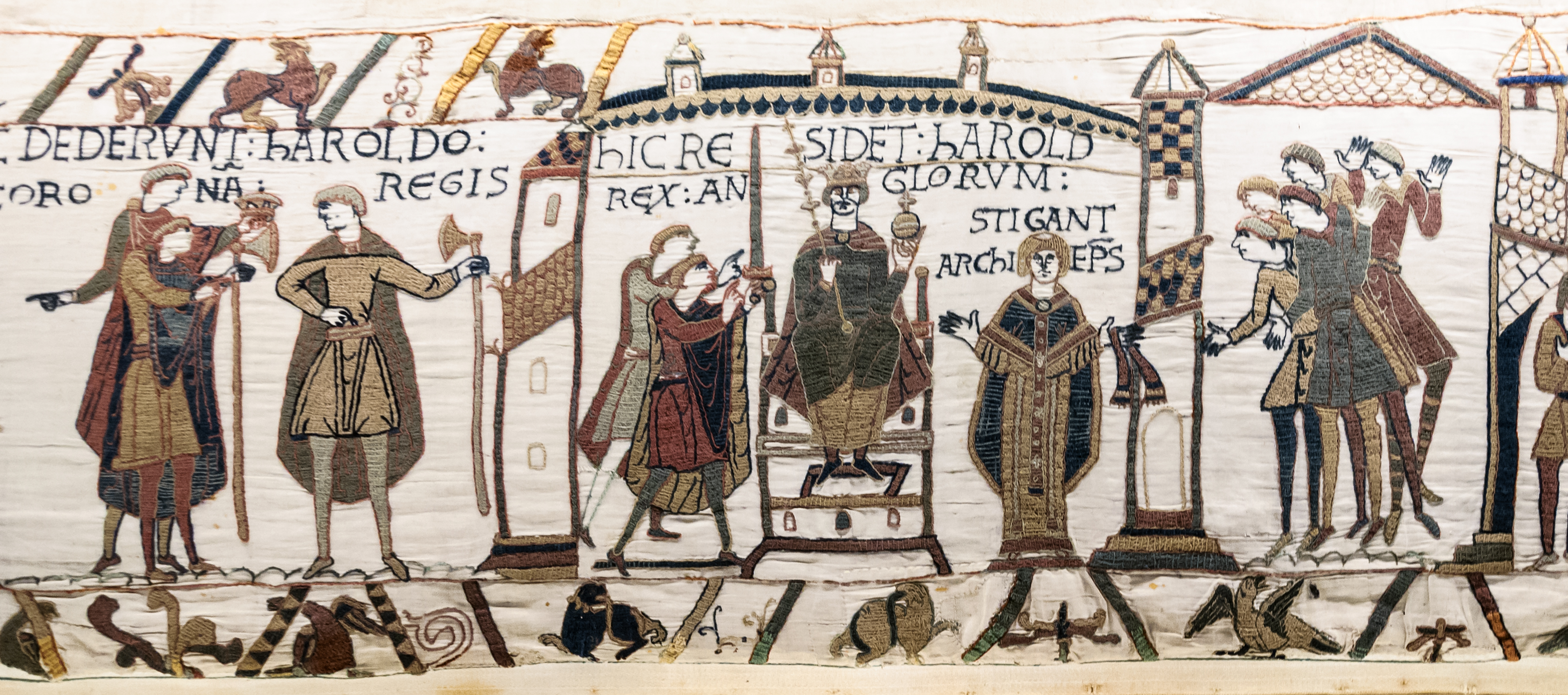
Le couronnement de Harold sur la tapisserie de Bayeux.

Édouard le Confesseur meurt le 5 janvier 1066, avec Stigand auprès de lui. Sur son lit de mort, le roi choisit comme successeur son beau-frère Harold, le fils de Godwin de Wessex. Stigand se charge du service funèbre pour le roi défunt. D'après les auteurs normands, c'est lui qui couronne Harold en janvier 1066, mais il s'agit probablement d'une invention visant à dénier toute légitimité à Harold, pour justifier par contrecoup l'invasion de Guillaume. Sur la tapisserie de Bayeux, Stigand apparaît lors du couronnement de Harold, mais il ne place pas la couronne sur sa tête. C'est Ealdred, archevêque d'York, qui couronne Harold selon les sources anglaises, et la plupart des historiens actuels s'accordent à penser que Harold a été couronné par Ealdred en raison de la légitimité douteuse de Stigand,,. Cependant, Pauline Stafford suggère que les deux archevêques aient officié ensemble, et Frank Barlow estime que le silence de certaines sources anglaises à ce sujet constitue un argument en faveur de Stigand.
Après la mort de Harold à la bataille d'Hastings, un groupe comprenant Stigand, les comtes Edwin de Mercie et Morcar de Northumbrie et l'archevêque Ealdred envisage de placer Edgar Ætheling sur le trône, mais l'opposition des nobles du nord du pays et de certains évêques entraîne l'abandon du projet,. Stigand se soumet à Guillaume le Conquérant à Wallingford au début du mois de décembre,. Il assiste à son couronnement à l'abbaye de Westminster le jour de Noël, mais n'y officie pas : c'est Ealdred qui dépose la couronne sur la tête de Guillaume.
En 1067, Guillaume retourne en Normandie. Il ramène avec lui plusieurs personnalités importantes du royaume d'Angleterre, dont Stigand. D'après Guillaume de Poitiers, le nouveau roi n'a pas confiance en l'archevêque, ce qui est plausible, mais pas nécessairement vrai. Stigand assiste au couronnement de Mathilde de Flandre, l'épouse de Guillaume, en 1068, mais c'est encore une fois Ealdred qui officie.

### Déposition

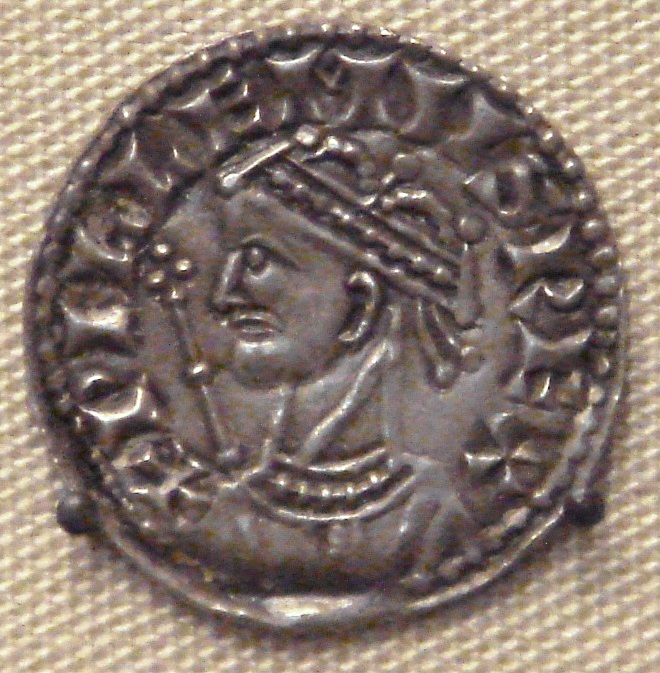
Monnaie de Guillaume le Conquérant.

Les premières révoltes qui éclatent à la fin de l'année 1067 incitent Guillaume à se montrer conciliant avec l'Église. Il offre à Stigand une place à la cour, tandis que l'archevêque Ealdred et l'abbé Æthelwig d'Evesham se voient confier des rôles importants dans l'administration. Stigand sacre ainsi Rémi de Fécamp évêque de Dorchester en 1067 et apparaît sur plusieurs chartes royales en 1069. Cependant, une fois le risque de révolte passé, Guillaume n'a plus besoin de lui.
Le 11 avril 1070, Stigand est déposé par le légat pontifical Ermenfroi, évêque de Sion, et emprisonné à Winchester. Plusieurs évêques et abbés doivent également abandonner leurs sièges en raison de leurs liens avec Stigand, parmi lesquels son frère Æthelmær, l'évêque de Selsey Æthelric et l'évêque de Lichfield Léofwine,. Trois raisons sont données à l'éviction de Stigand : son occupation simultanée des sièges de Winchester et de Cantorbéry ; son appropriation du pallium de Robert de Jumièges après la fuite de ce dernier ; enfin, le fait qu'il ait reçu son propre pallium de l'antipape Benoît X,. Guillaume confisque les biens de l'archevêque déposé, bien que ce dernier ait pris soin de confier ses richesses personnelles à la garde de l'abbé Thurstan d'Ely au printemps 1070,. Pour le remplacer, le roi nomme archevêque Lanfranc, un abbé normand d'origine italienne.
Guillaume semble avoir laissé l'initiative de la déposition de Stigand à la papauté : il n'a en rien entravé l'autorité de Stigand jusqu'à l'arrivée des légats pontificaux en Angleterre. Ainsi, non seulement l'archevêque témoigne sur des chartes et sacre Rémi de Fécamp évêque, mais il semble également avoir fait partie du conseil royal et été totalement libre de ses mouvements dans le pays. Pour autant, Guillaume ne fait rien pour protéger Stigand après l'arrivée des légats. Après sa déposition, son archiépiscopat est autant que possible passé sous silence, d'une manière qui rappelle la négation du règne de Harold dans le Domesday Book.

## Mort et postérité

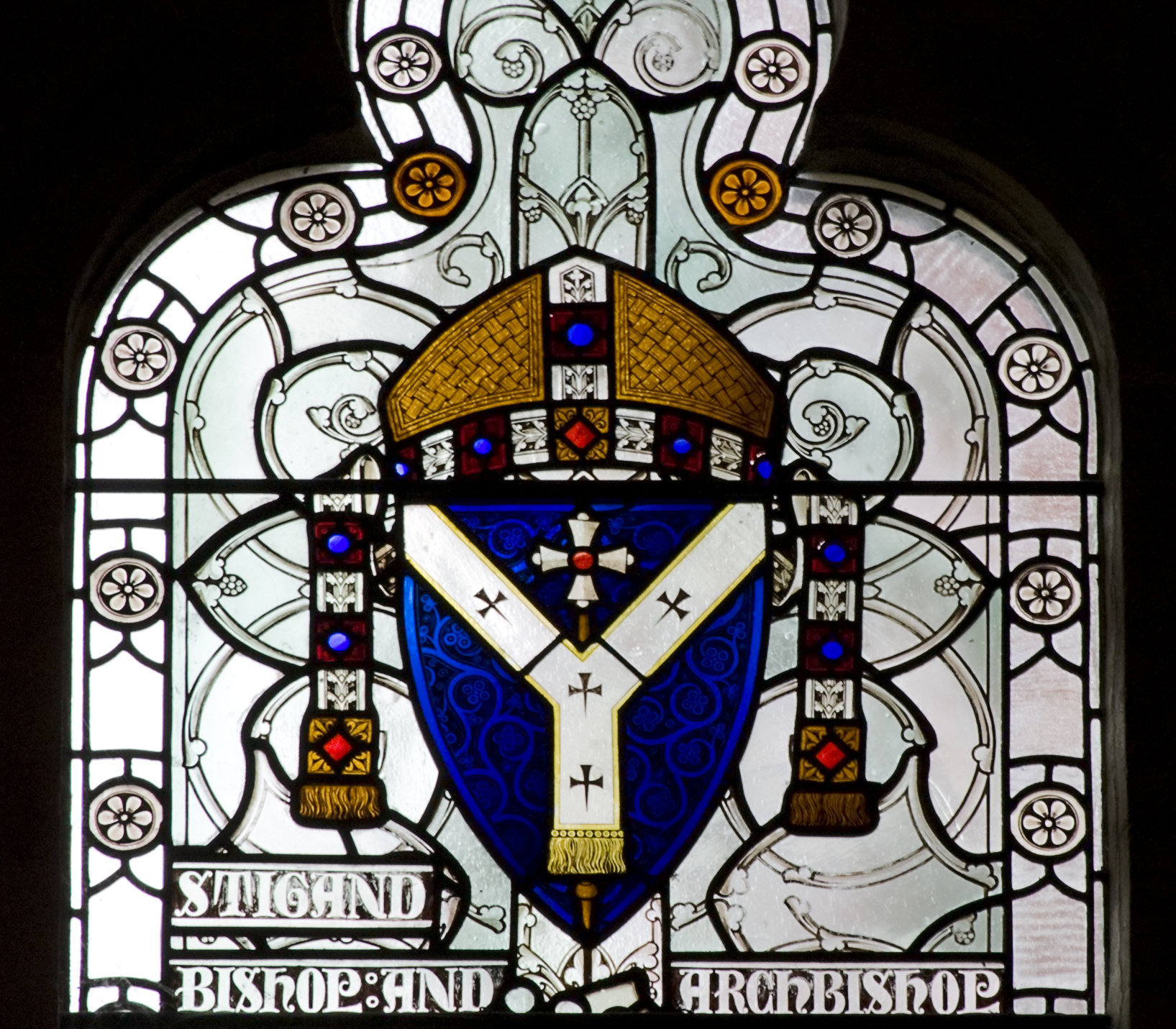
Reconstitution fantaisiste des armoiries de Stigand sur un vitrail de l'époque victorienne du château de Winchester.

Stigand meurt captif en 1072, le 21 ou le 22 février. Il est inhumé dans l'église d'Old Minster, à Winchester.
Les écrivains médiévaux lui reprochent son avarice et son pluralisme. Cependant, il semble avoir acquis la majeure partie de ses biens de manière légale, par héritage ou par faveur royale, et il ne semble pas s'être enrichi en détournant les revenus de ses sièges épiscopaux, bien que ses relations avec les établissements monastiques soient plus troubles. Après la conquête normande, Stigand est accusé de nombreux crimes (parjure, homicide…) par les chroniqueurs monastiques, mais ces derniers n'apportent aucune preuve de leurs allégations,. Sa vie privée n'est pas évoquée dans les sources contemporaines, et les accusations de simonie et d'illettrisme qui sont portées contre lui n'apparaissent qu'au XIIe siècle.

Les historiens modernes considèrent généralement Stigand comme un homme politique retors et un évêque peu préoccupé par les choses religieuses : pour Frank Stenton, « sa carrière montre qu'il était avant tout un politicien », et pour Nick Higham, il est « un politicien aguerri, qui a fait carrière grâce à sa lecture fine de l'équilibre des puissances ». Eric John estime que Stigand « pourrait bien être le pire évêque de toute la chrétienté », alors que Frank Barlow préfère le décrire comme « un homme cultivé, un mécène qui faisait preuve de générosité à l'égard de ses monastères ». 